# Mosquée de Zühtü Pacha
La Mosquée Zühtü Pacha a été construite en 1883. Elle est dédicacée a Ahmet Zühtü Pacha, qui mourut en 1902 alors qu'il occupait le poste de ministre de l'Éducation du sultan Abdülhamid II. Elle se situe dans le quartier Kızıltoprak du district de Kadıköy, à Istanbul. Alors que les murs de la mosquée sont en maçonnerie  le dôme est en bois.